# Liste von Persönlichkeiten der Lutherstadt Eisleben
Die folgende Übersicht enthält bekannte Persönlichkeiten der Lutherstadt Eisleben.

## Söhne und Töchter der Stadt

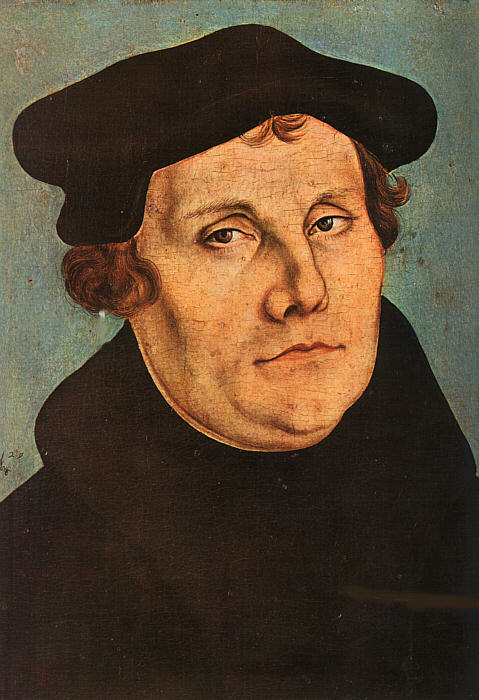
Martin Luther

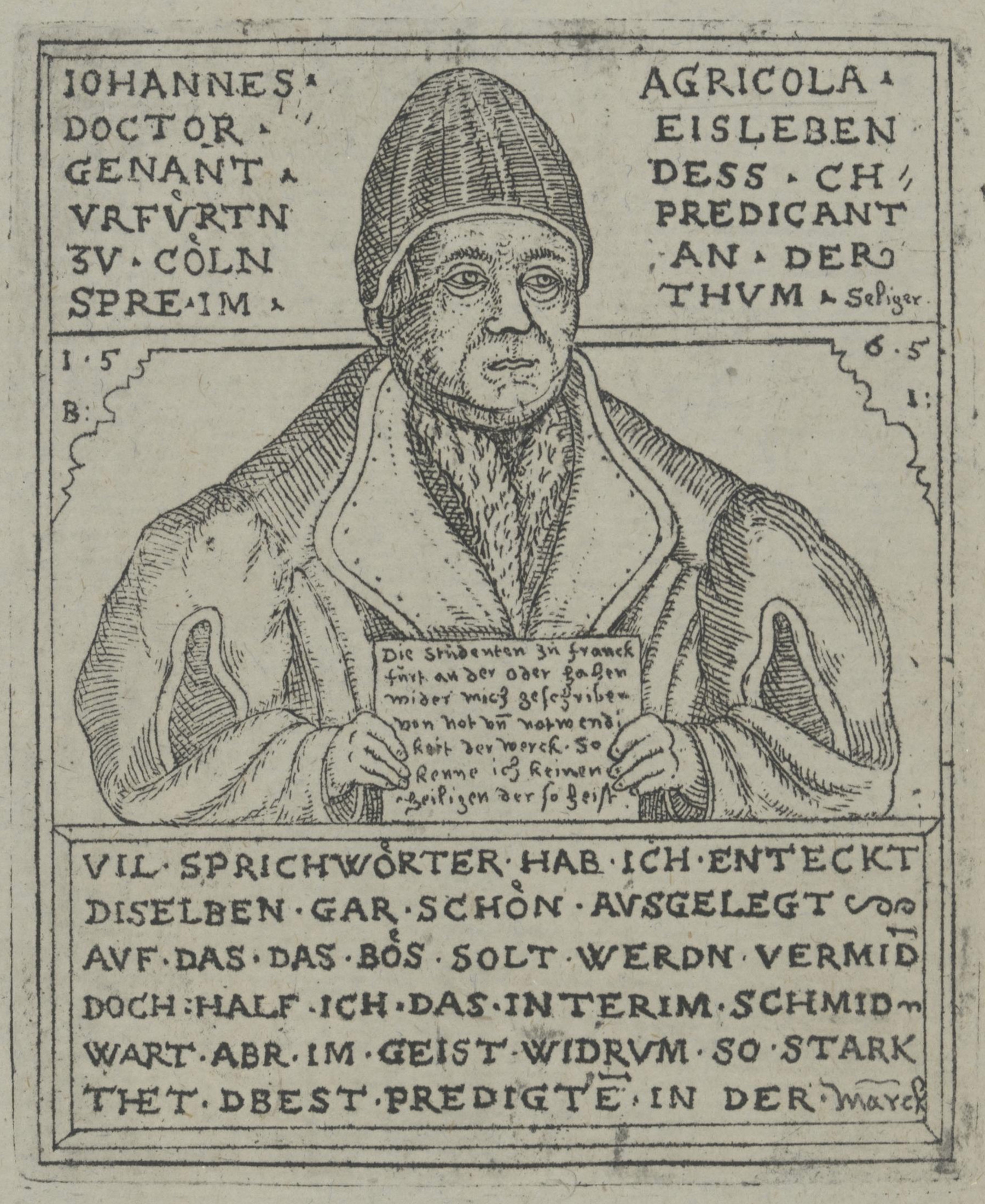
Johannes Agricola

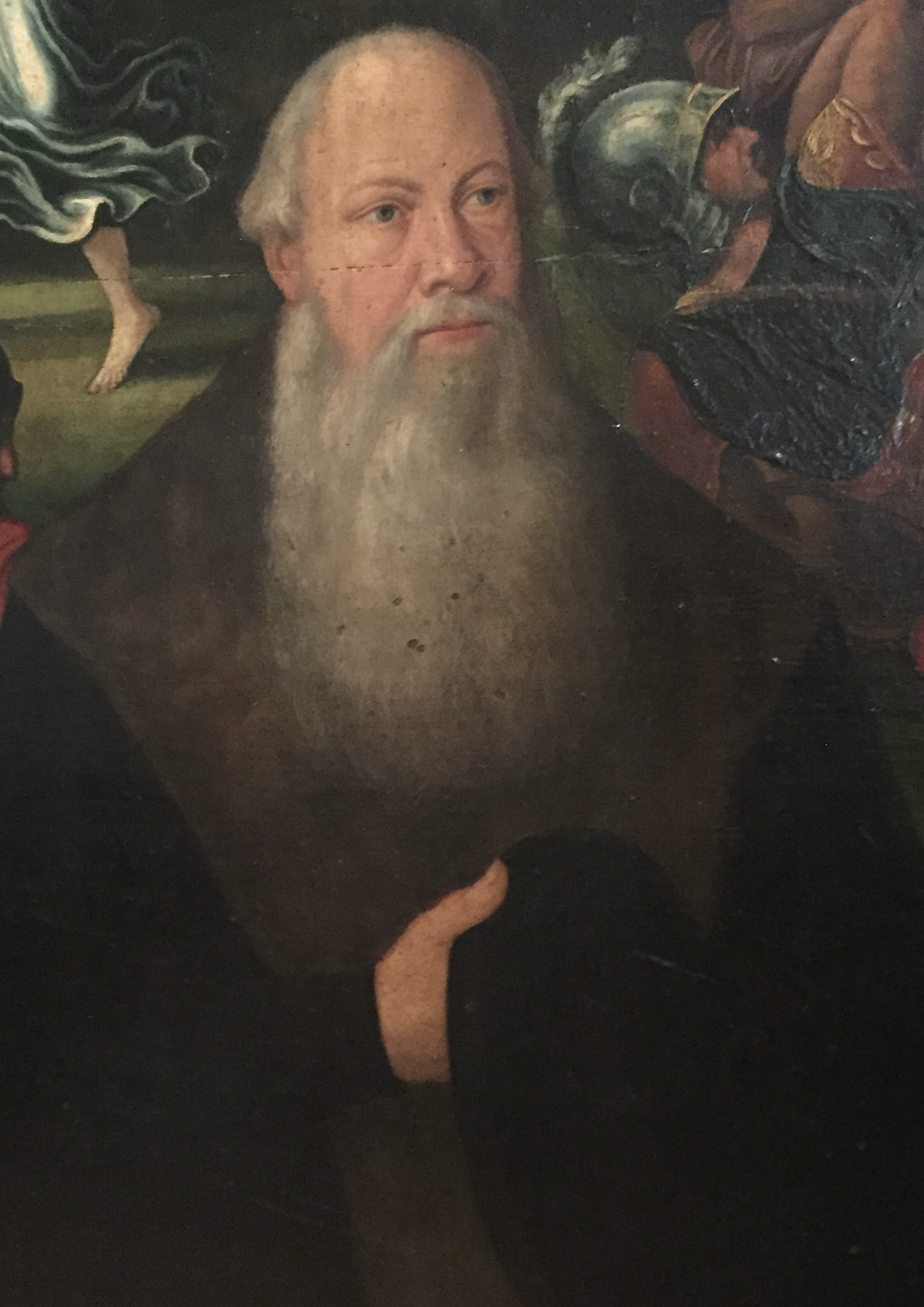
Wolf Bucher

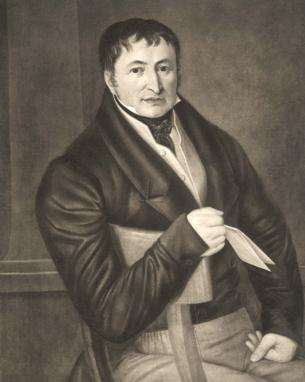
Friedrich Koenig

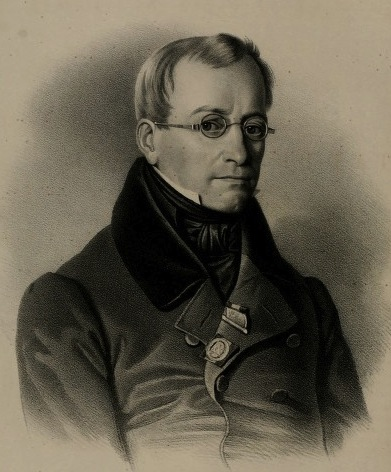
Carl Bernhard Trinius (um 1830)

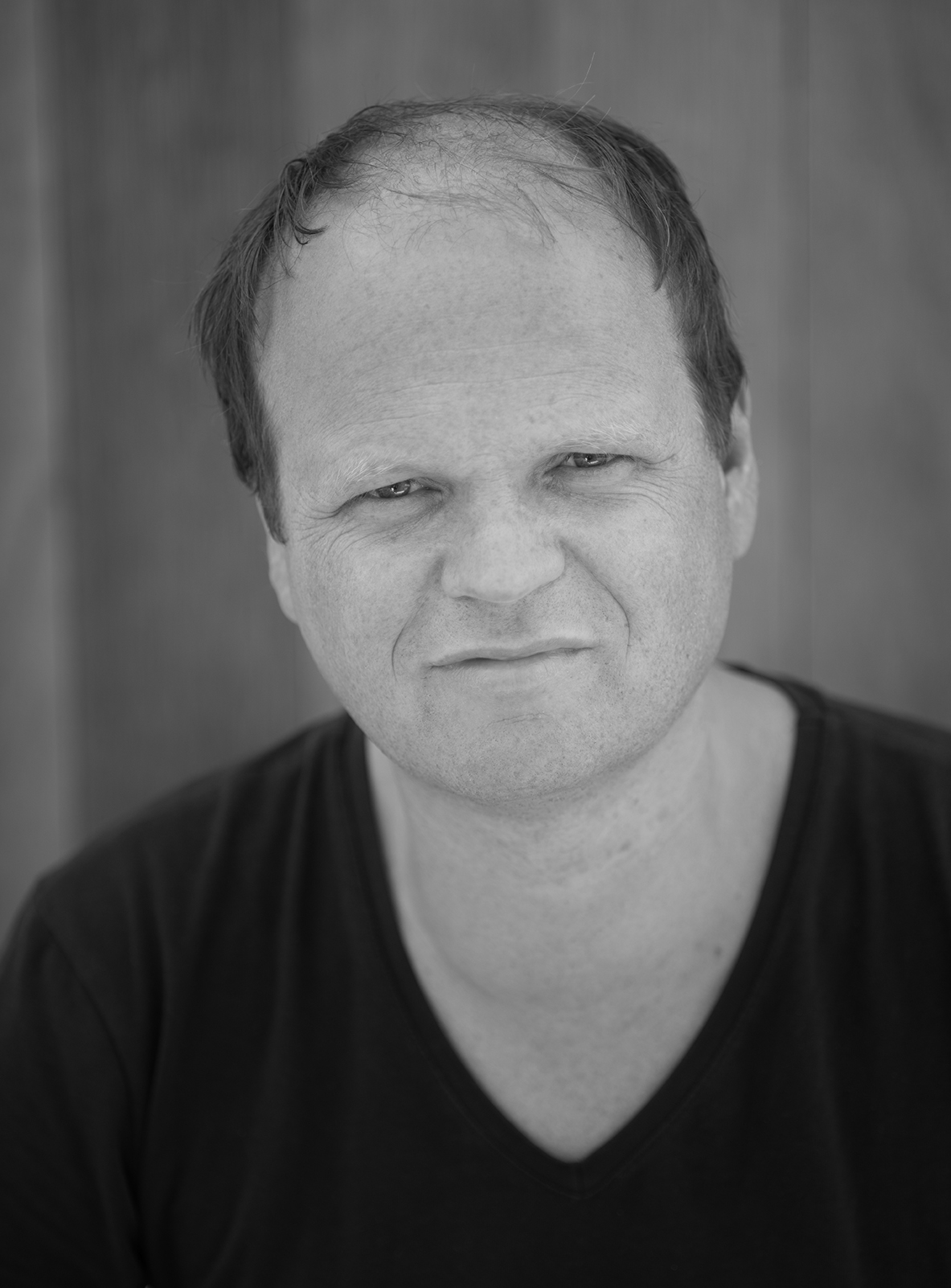
Klaus Hartmann

### Bis 1800
- Mechthild von Hackeborn (1241–1299), Zisterzienserin des Klosters zu Helfta, Mystikerin, Autorin, Heilige der katholischen Kirche
- Gertrud von Helfta (1256–1301), Zisterzienserin des Klosters zu Helfta, Mystikerin, Autorin, Heilige der katholischen Kirche
- Johann Lindemann (1475–1519), Jurist, Bürgermeister der Stadt Leipzig
- Lorenz Buchner (1481–1534), Hüttenmeister
- Martin Luther (1483–1546), Theologe und Reformator
- Caspar Lindemann (1486–1536), Mediziner
- Philipp Drachstedt († 1539 in Eisleben), Berg- und Hüttenunternehmer, Rat der Grafen von Mansfeld und Bekannter von Martin Luther
- Johannes Agricola (1494–1566), Reformator
- Wolf Bucher (1497–1566), Großkaufmann
- Michael Teuber (1524–1586), Rechtsgelehrter
- Paul Crell (1531–1579), lutherischer Theologe
- Hieronymus Bucher (1538–1589), frühkapitalistischer Großkaufmann
- Caspar Schütz (≈1540–1594), preußischer Historiker
- Heinrich Compenius der Jüngere (≈1565–1631), Orgelbauer
- Philipp Crusius (1597–1676), ab 1650: von Krusenstjerna, Statthalter in Reval
- Johannes Brever (1616–1700), lutherischer Theologe
- August Wygand (1657–1709), Advokat, Politiker und Schriftsteller
- Ludwig Christian Pezolt (1712 – nach 1776), Mediziner und Stadtarzt von Nordhausen
- Andreas Weber (1718–1781), Philosoph und lutherischer Theologe
- Christian Weber (1728–1762), Philosoph und Hochschullehrer
- Christoph Weber (1734–1787), Mediziner, Brunnenarzt in Rehberg und Landphysicus in Walsrode
- Jacob Reineggs (1744–1793), Abenteurer und Diplomat (eigentlich Christian Rudolf Ehlich)
- Christian Heinrich Schmid (1746–1800), Rechtswissenschaftler, Literaturwissenschaftler und Rhetoriker
- Karl Ferdinand Schmid (1750–1809), Rechtswissenschaftler und Ethnologe
- Gottlieb Lebrecht Spohn (1756–1794), Pädagoge, Philologe und evangelischer Theologe
- Christian Gottlieb Berger (1764–1829), Superintendent in Eisleben
- Carl Traugott Gottlob Schönemann (1765–1802), Jurist, Philologe, Professor in Göttingen
- Friedrich Gotthelf Benjamin Schmieder (1770–1838), Altphilologe und Gymnasiallehrer
- Friedrich Koenig (1774–1833), Buchdrucker und Erfinder
- Johann Christian Ernst Ottiliae (1775–1851), Berg- und Hüttenbeamter
- Carl Bernhard Trinius (1778–1844), Mediziner, Leibarzt des russischen Zaren[1]
- Ludwig Geyer (1779–1821), Maler, Schriftsteller und Schauspieler
- August Ludwig Gottlob Krehl (1784–1855), evangelischer Theologe und Hochschullehrer an der Universität Leipzig
- Moritz Ernemann (1798–1866), Klavierlehrer

### 1801 bis 1900
- Carl August Reichenbach (1801–1883), Industrieller, Mitbegründer der späteren MAN Roland Druckmaschinen
- Karl Moritz Fleischer (1809–1876), Pädagoge, Gymnasiallehrer und Publizist
- Friedrich August von Quenstedt (1809–1889), Geologe und Paläontologe
- Ernst Vogel (1810–1879), Theologe und Mitglied der Frankfurter Nationalversammlung
- Hermann Ottiliae (1821–1904), preußischer Berghauptmann
- Friedrich Hermann Müller (1826–1903), Bergwerks- und Fabrikbesitzer, Mitglied des Deutschen Reichstags
- Gebhard Eckler (1832–1907), Turner und Turnpädagoge
- Otto Heine (1832–1906), Klassischer Philologe, Geheimer Rat und Gymnasialdirektor
- Hermann Genthe (1838–1886), Klassischer Philologe, Prähistoriker und Gymnasiallehrer
- Carl Fischer (1841–1906), Arbeiter und Autor
- Karl Lenze (Lebensdaten unbekannt), Stenograf
- Emil Straßburger (1853–1914), Pädagoge, Schulleiter und Sachbuchautor
- Max Eschenhagen (1858–1901), Erdmagnetiker
- Richard Böttger (1873–1957), SPD-Politiker
- Thilo Krumbach (1874–1949), Zoologe
- Otto Kaldrack (1875–1955), Offizier
- Max Schneider (1875–1967), Musikhistoriker
- Johannes Hochbaum (1877–1952), Generalmajor im Zweiten Weltkrieg
- Max Hebecker (1882–1948), Bergbauingenieur und Initiator des sog. Wära-Wunders von Schwankirchen im Bayrischen Wald
- Werner Lindner (1883–1964), Architekt und einer der wichtigsten Vertreter des Heimatschutzes in Deutschland
- Kurt Wein (1883–1968), Pädagoge und Botaniker
- Karl Arthur Held (1884–1939), Landschaftsmaler
- Felix Löwenstein (1884–1945), Unternehmer, Sportfunktionär und Opfer des Nationalsozialismus
- Hermann Zickert (1885–1954), Börsenpionier
- Bruno Nette (1887–1960), Polizist, Gestapo Bremen
- Walter Alexis Karl Hoffmann (1891–1972), Volkswirt und Hochschullehrer
- Hans Grund (1896–1976), Generalmajor
- Willy Knabe (1896–1967), Maler, Grafiker und Exlibriskünstler
- Hermann Lindrath (1896–1960), CDU-Politiker

### Ab 1901
- Franz Messerschmidt (1902–1945), Klassischer Archäologe, Hochschullehrer
- Joachim Franke (1905–1942), Ingenieur und Widerstandstanskämpfer gegen den Nationalsozialismus
- Siegfried Raeck (1907–1945), Funktionär der Hitler-Jugend für das Handpuppenspiel
- Richard Nürnberger (1912–1999), Historiker und Hochschullehrer
- Teut Andreas Riese (1912–zwischen 1985 und 1990), Anglist und Hochschullehrer
- Egbert Hayessen (1913–1944), Major und Widerstandskämpfer des 20. Juli 1944
- Martin Stephani (1915–1983), Dirigent und Hochschullehrer
- Werner Rataiczyk (1921–2021), Maler und Grafiker
- Richard Rensch (1923–1997), Orgelbauer und Gründer des Unternehmens Rensch mit Sitz Lauffen am Neckar
- Günther Steinacker (1926–2011), evangelischer Theologe
- Franz Uhle-Wettler (1927–2018), Generalleutnant der Bundeswehr und Militärhistoriker
- Ingrid Schultheiß (1932–2021), Buchgestalterin
- Jürgen Bräcklein (1938–2015), Jurist und Politiker (SPD)
- Ute Starke (* 1939), Turnerin, Weltmeisterin
- Burkhard Lasch (* 1940), Musiker, Komponist, Produzent, Autor und Liedtexter
- Lutz Teschner (1945–2020), Theater- und Filmschauspieler
- Thomas „Monster“ Schoppe (* 1945), Gitarrist, Komponist und Sänger der Klaus Renft Combo
- Jost Springensguth (* 1945), Journalist
- Klaus-Peter Stieglitz (* 1947), Generalleutnant a. D. der Bundeswehr und 13. Inspekteur der Luftwaffe
- Hartmut Lauenroth (1950–2020), Historiker
- Monika Gibas (* 1951), Historikerin
- Annette Vogt (* 1952), Wissenschaftshistorikerin
- Michael Göbl (* 1954), Historiker und Archivar
- Eva-Maria Auch (* 1955), Professorin und Orientalistin
- Gudrun Berend (1955–2011), Leichtathletin
- Birgit Pommer (* 1959), Politikerin (SED/PDS/Die Linke), Mitglied des Thüringer Landtags, Landrätin im Landkreis Nordhausen
- Dolores Rente (* 1959), Politikerin der WASG/Die Linke
- Peter Gaffert (* 1960), Forstmann und Politiker
- Tatjana Besson (* 1961), Punkmusikerin, u. a. bei der Band Die Firma
- Norbert Born (* 1962), Politiker (SPD), Mitglied des Landtags von Sachsen-Anhalt
- Andreas Böttcher (* 1962), Fusion- und Jazzmusiker
- Simone Barrientos (* 1963), Politikerin (Die Linke)
- Kay-Uwe Ziegler (* 1963), Politiker (AfD), MdB
- Thomas Lange (* 1964), zweifacher Olympiasieger im Rudern
- Ralf Lunau, (* 1965), Jurist und Kommunalpolitiker
- Ingo Bodtke (* 1965), Politiker (FDP), MdB
- Kai-Uwe Sattler (* 1968), Hochschulpräsident
- Klaus Hartmann (* 1969), Maler
- Dirk Schatz (* 1970), Politiker, Landrat des Landkreises Mansfeld-Südharz
- Ralf Meyer (* 1970), Dramaturg und Schriftsteller
- Timo Hoffmann (* 1974), Profiboxer
- Lars Wurzler (* 1977), Politiker (BSW)
- Marco Kurth (* 1978), Fußballspieler
- Pascal Wloch (* 1978), Politiker (AfD)
- Jana Bundfuss (* 1979), TV-Moderatorin und ehemalige Pornodarstellerin
- Carsten Staub (* 1981), Bürgermeister von Eisleben
- Katja Wakan (* 1981), Sprinterin
- Annelie Brendel (* 1983), Fußballspielerin
- Norman Müller (* 1985), Leichtathlet
- Sandra Mikolaschek (* 1997), Tischtennisspielerin

## Personen, die mit der Stadt in Verbindung stehen

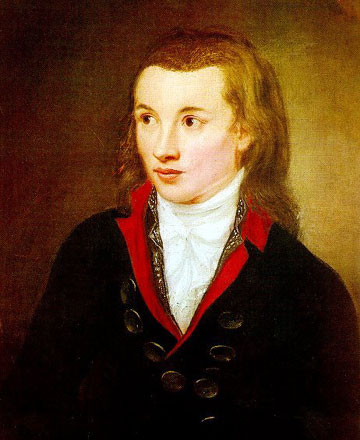
Novalis (um 1799)

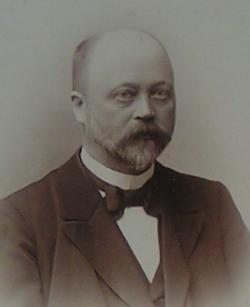
Carl Eitz

- Hermann von Salm (1053–1088), auch Graf Hermann von Salm-Luxemburg, war Gegenkönig Heinrich IV. und residierte 1181 bis 1184 im Eisleber Wasserschloss.
- Mechthild von Magdeburg (um 1207–1282) war christliche Mystikerin und Autorin als Zisterzienserin im Kloster Helfta, wo sie auch starb.
- Caspar Güttel (1471–1542), lutherischer Theologe und Reformator, starb in Eisleben, nach ihm ist die Caspar-Güttel-Straße in Eisleben benannt
- Johann Spangenberg (1484–1550), evangelischer Theologe und Reformator, starb in Eisleben
- Michael Caelius (1492–1559), lutherischer Theologe und Reformator.
- Georg Major (1502–1574), lutherischer Theologe, war von 1550 bis 1551 in Eisleben Superintendent.
- Urban Gaubisch (1527–1612), Buchdrucker
- Cyriacus Spangenberg (1528–1604), evangelischer Theologe, Kirchenlieddichter und Historiker, Verfasser u. a. der Mansfelder Chronica, wenige Jahre Lehrer in Eisleben, zwischenzeitlich Pfarrer der Andreaskirche in Eisleben
- Thomas Hartmann (1548–1609), evangelischer Theologe und Kirchenlieddichter.
- Christoph Schleupner (1566–1635), Generalsuperintendent von Eisleben
- Johannes Förster (1576–1613), protestantischer Theologe und Generalsuperintendent der Grafschaft Mansfeld in Eisleben. Hier starb er auch.
- Martin Rinckart (1586–1649), Dichter, protestantischer Theologe und Kirchenmusiker, wenige Jahre Kantor der Nicolaikirche in Eisleben, Lehrer der dortigen Lateinschule und Diakonus der Annenkirche, nach ihm ist die Martin-Rinkart-Straße in Eisleben benannt
- Nicolaus Voigtel (1658–1713), Geometer, Bergbeamter und Autor, starb in Eisleben
- Johann Anton Trinius (1722–1784), Pfarrer, Theologe und Schriftsteller, lebte und starb in Eisleben
- Christian David Jani (1743–1790), Rektor des Königlichen Gymnasiums und Lehrer von Novalis
- Novalis, eigentlich Georg Philipp Friedrich von Hardenberg (1772–1801), Jurist, Bergwissenschaftler, führender Dichter der deutschen Frühromantik, besuchte 1790 die Prima des Gymnasiums.
- Johann Carl Freiesleben (1774–1846), sächsischer Oberberghauptmann. Freiesleben wurde 1800 als Bergkommissionsrat und Direktor der mansfeldischen Bergwerke nach Eisleben berufen. Hier legte er mehrere Publikationen zur Verbesserung des Kupferschieferbergbaus vor. 1818 schenkte er der preußischen Bergschule Eisleben 212 Stücke seiner geognostischen Mineraliensammlung aus der Freiberger Gegend.
- Ludwig Plümicke (1791–1866), Bergrat, Lehrer, Vorsteher der Bergschule Eisleben und Ehrenbürger der Stadt Eisleben
- Friedrich Wilhelm Genthe (1805–1866), Schriftsteller und Gymnasiallehrer in Eisleben
- Eduard Fein (1813–1858), Rechtswissenschaftler, starb in Helfta bei Eisleben.
- Ernst Leuschner (1826–1898), Oberberg- und Hüttendirektor, für den 1903 ein Denkmal errichtet wurde.
- Hermann Größler (1840–1910), Lehrer, Heimatforscher und Autor von über 250 Veröffentlichungen.[2]
- Carl Eitz (1848–1924), Akustiker und Musikpädagoge
- Carl Rühlemann (1864–1947), Lehrer, Archäologe, Archivar, Museumsleiter, Regionalhistoriker, Autor von 130, teilweise mehrteiligen Veröffentlichungen, 1927 bis 1934 Mitglied der Hist. Kommission der Provinz Sachsen u. für Anhalt, 1944 Ehrenbürger von Eisleben.
- Otto Richter (1865–1936), Kantor und Organist 1890 bis 1906 in Eisleben, gründete 1900 den Bachverein Eisleben, ab 1906 Kreuzkantor in Dresden.
- Karl Vogelsang (1866–1920), Oberberg- und Hüttendirektor der Mansfeldschen Kupferschieferbauenden Gewerkschaft, wurde während der auf den Kapp-Putsch folgenden Unruhen von aufständischen Arbeitern ermordet.
- Johannes Noack (1878–1942) war evangelischer Pfarrer und seit 1928 Pfarrer der Annenkirche in Eisleben, er schloss sich mit seiner Gemeinde der Bekennenden Kirche an, die in Opposition zum NS-Regime stand. 1939 wurde er denunziert, verhaftet und wegen ,,Staatshetze" verurteilt. Er starb am 9. Mai 1942 an den Folgen seiner Zuchthaushaft.
- Hermann Florstedt (1895–1945) war Sohn einer aus Eisleben stammenden und wieder dorthin zurückgezogenen Familie, wuchs in Eisleben auf und besuchte dort die 1. Bürgerschule. Später zog er erneut in die Stadt. Er war einer der Hauptverantwortlichen des  Eisleber Blutsonntags. Zeitweise war er Stadtverordnetenvorsteher Eislebens. Während des Zweiten Weltkrieges war er 11 Monate Kommandant des Konzentrations- und Vernichtungslagers Lublin-Majdanek.
- Max Lademann (1896–1941) war ein deutscher Politiker (KPD). 1933 wurde er Stadtrat in Eisleben. Er wurde 1941 im KZ Sachsenhausen ermordet.[3] Nach dem Krieg war die Sekundarschule am Rühlemannplatz in Eisleben nach ihm benannt an der es eine Gedenktafel gibt.[4] Daneben gibt es in Eisleben die Max-Lademann-Straße.
- Werner Eggerath (1900–1977), Politiker, war 1945 Landrat (KPD) und maßgeblich an der Durchführung der Bodenreform beteiligt.
- Ludolf-Hermann von Alvensleben (1901–1970), war lokaler und regionaler NSDAP-Funktionär und einer der Hauptverantwortlichen des Eisleber Blutsonntags. Später wurde er als SS-Angehöriger Himmlers Chefadjutant und war verantwortlich für mehrere Kriegsverbrechen.
- Paul Berck (1912–1933), so genannter Blutzeuge der NS-Bewegung, wurde während des Eisleber Blutsonntags erschossen.
- Ralph Wiener (1924–2024) (bürgerlich Felix Ecke) gründete am 13. Juli 1945 in Eisleben mit dem „Bürgertheater“ das erste deutsche Nachkriegstheater.[5]
- Fritz Wenk, war ein Theologe und Widerstandskämpfer gegen das Naziregime. 1934 und 1935 brachte er zusammen mit seiner Frau Elfriede Wenck, geb. Denecke regimekritische Flugblätter nach Eisleben. Beide wurden 1937 verhaftet. Fritz Wenck kam nach seiner Zuchthaushaft in das KZ Sachsenhausen.[6] Er wurde 1945 beim Todesmarsch vom KZ Sachsenhausen nach dem KZ Bergen-Belsen ermordet.[4] Heute (2010) ist eine Straße in Eisleben nach ihm benannt.
- Hartmut Lauenroth (1950–2020), Historiker.